# Герасим (Петранович)
Епископ Герасим Петранович (серб. Герасим Петрановић; 23 апреля 1820, Шибеник — 5 (18) апреля 1906, Котор) — архиерей автокефальной Буковинско-Далматинской митрополии, епископ Боко-Которский. Духовный писатель и богослов. Был известен как яркий проповедник, автор нескольких сборников проповедей «Добрый пастырь» и ряда книг. Почётный доктор богословия богословского факультета Черновицкого университета.

## Биография
Родился 23 апреля 1820 года в Шибенике. Окончил начальную школу в Шибенике, затем гимназию в Сремских Карловцах, Карловацкую духовную семинарию там же и философский факультет Загребского университета.
14 октября 1844 года в монастыре Крупа был пострижен в монашество. 9 декабря того же года был Рукоположен в сан иеродиакона. 20 июля 1846 года рукоположен в сан архимандрита. 6 декабря 1855 года возведён в сан архимандрита.
Он был профессором духовной семинарии в Задаре и помощником председателя духовной консистории. Он пользовался уважением среди православных сербов в Далмации. С 1862 по 1871 год был редактором журнала «Српско-далматински магазин» (Сербско-далматинский журнал), который издавал его родной брат Божидар Петранович.
Когда император Франц Иосиф I был специальным решением от 6 ноября 1870 года одобрил создание самостоятельной Которской епархии многие представители сербской общины предложили, чтобы первым епископом Которским был избран именно архимандрит Герасим (Петранович). Хотя император 25 февраля 1871 года выполнил это назначение, вскоре возникла проблема вокруг хиротонии недавно назначенного епископа. Православные сербы надеялись, что новая епархия останется в духовном единстве с Карловацкой митрополией, но очень быстро стало ясно, что государственные власти Австро-Венгрии имеют иные намерения. Поскольку в то время митрополичий престол в Сремских Карловцах был вакантным, вопрос о хиротонии архимандрита Герасима растянулся на три года.
Между тем государственные власти подготовили создание совершенно новой митрополии. По решению императора от 30 марта 1874 года Бокоторская епархия была включена в состав новосозданной автокефальной Буковинско-Далматинской митрополии с центром в Черновцах. Только после этого архимандрит Герасим 9 мая 1874 года был хиротонисан во епископа, а затем 26 мая торжественно настолован в Которе.
Боко-Которской епархией он управлял очень успешно, вплоть до своей смерти в 1906 году. В 1874 году основал и был первым редактором журнала «Шематизм Православне епархиjе Бококоторско-дубровачке и Спичанске» (Положение православной Бока-Которской и Спичанской епархии); журнал выходил в Задаре до 1908 года. Особое попечение имел о народных школах, учредил несколько детских приютов, на свои средства основал фонд материальной помощи религиозно-просветительским и благотворительным учреждениям.
Он умер 18 апреля 1906 в Которе и похоронен в Монастыре Савина.